# San Felipe Pueblo
San Felipe Pueblo - en keres oriental Katishtya - és una concentració de població designada pel cens dels Estats Units al comtat de Sandoval, 16 kilòmetres al nord de Bernalillo, a l'estat de Nou Mèxic i dins de l'Àrea Estadística d'Albuquerque. Segons el cens del 2010 tenia 2.404 habitants. També són una tribu reconeguda federalment de parla keres i cultura pueblo. Celebren la diada de Sant Felip apòstol l'1 de maig amb balls tradicionals.

## Demografia
Segons el cens de 2010 hi havia 2404 persones residint en San Felipe Pueblo. La densitat de població era de 75,68 hab./km². Dels 2404 habitants, Poble de Sant Felipe estava compost pel 0,29% blancs, el 0% eren afroamericans, el 99,17% eren amerindis, el 0% eren asiàtics, el 0% eren illencs del Pacífic, el 0,04% eren d'altres races i el 0,5% pertanyien a dos o més races. Del total de la població el 0,67% eren hispans o llatins de qualsevol raça.
La seva llengua tenia uns 1.560 parlants el 1990. Segons dades de la BIA del 1995, hi havia 2.914 apuntats al rol tribal, però segons el cens dels EUA del 2000 hi havia enregistrats 2.756 individus.